# جون موريارتي
جون موريارتي (بالإنجليزية: John Moriarty)‏ هو مدرب صوتي ومخرج أمريكي، ولد في 30 سبتمبر 1930.

## وصلات خارجية
- جون موريارتي على موقع ميوزك برينز (الإنجليزية)